# 塔博爾縣
49°24′51″N 14°39′28″E / 49.41417°N 14.65778°E

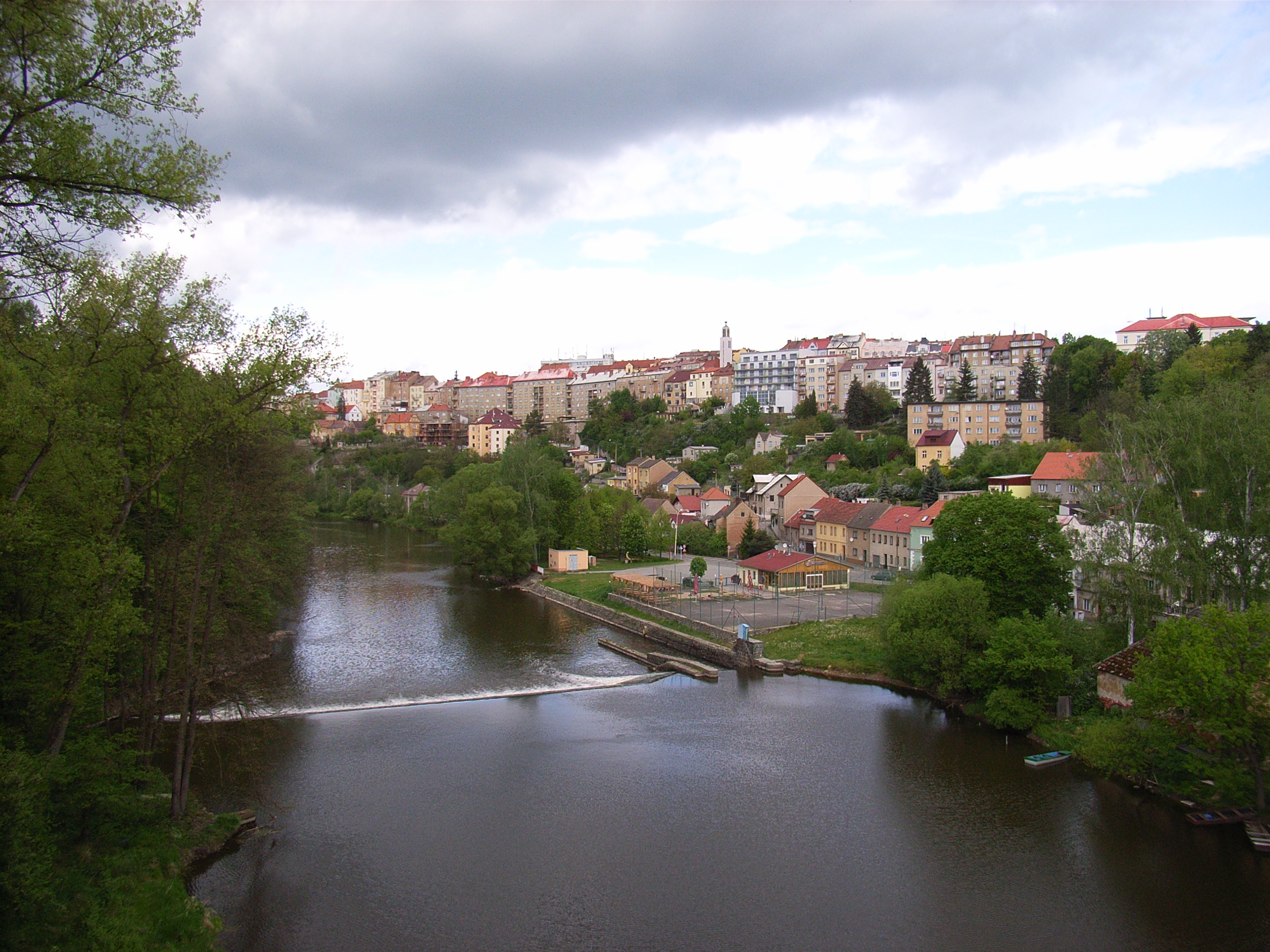

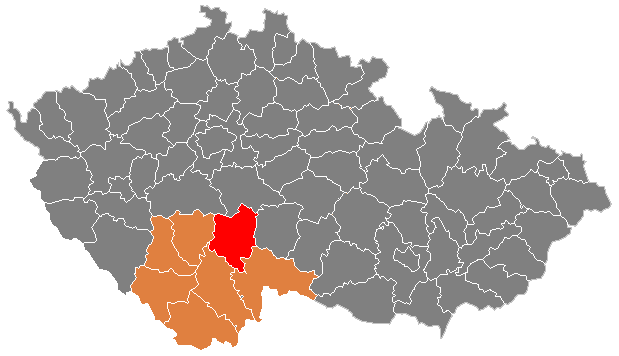

塔博爾縣（捷克語：Okres Tábor），是捷克的縣份，位於該國南部，由南波希米亞州負責管轄，首府設於塔博爾，面積1,375平方公里，2007年人口51,470，人口密度每平方公里37人。